# Xã White, Quận Macon, Missouri
Xã White (tiếng Anh: White Township) là một xã thuộc quận Macon, tiểu bang Missouri, Hoa Kỳ. Năm 2010, dân số của xã này là 144 người.